# El instituto
El instituto (título original: The Institute) es una novela del escritor estadounidense Stephen King, publicada el 10 de septiembre de 2019. La novela, de estilo similar a Ojos de fuego de 1980, relata la historia de Luke Ellis, un niño con poderes psíquicos que es reclutado por una oscura organización conocida por los niños como "El instituto".

## Sinopsis
A media noche, en una casa de un tranquilo suburbio de Mineápolis, Luke Ellis es capturado por extraños intrusos que asesinan a sus padres. Cuando despierta se encuentra en un lugar muy similar a su cuarto pero sin ventanas. Más adelante se entera de que fue secuestrado por una perversa organización conocida por los mismos niños como "El instituto", donde reclutan por la fuerza a jóvenes con excepcionales dotes mentales.

## Adaptación
En septiembre de 2019 se anunció que la novela tendrá una adaptación televisiva de la mano de los directores David E. Kelley y Jack Bender, quienes ya habían trabajado juntos en la adaptación de la novela Mr. Mercedes.
El rodaje tuvo lugar en Halifax, Nueva Escocia, entre agosto y noviembre de 2024.
La serie se estrenó el 13 de julio de 2025 en MGM+ y consta de ocho episodios. Está protagonizada por Ben Barnes , Mary-Louise Parker y Joe Freeman.